# Facultatea de Științe ale Naturii și Agroecologie a Universității Alecu Russo
Facultatea de Științe ale Naturii și Agroecologie a Universității Alecu Russo a fost constituită la 15 iulie 2003 prin ordinul 05-257 al Ministerului Educației al Republicii Moldova cu două specializări: Geografie – Biologie și Agroecologie. Cu începere din 1 august 2003, în cadrul Facultății funcționează Catedra de geografie, biologie și chimie și Catedra de tehnologii agricole. Primul decan al facultății a fost numit Valentin Perju, doctor în agricultură, conferențiar cercetător. În cadrul facultății Științe ale Naturii și Agroecologie au fost formate, cu începere de la 1 august 2003, două catedre - Geografie și Biologie, Tehnologii Agricole. În anii următori au avut loc restructurări rezultate cu formarea catedrelor Geografie, Biologie și Chimie și Tehnologii Agricole și apariția specialităților: Biologie și Chimie, Agronomie și Ecologie. Are ca misiune formarea cadrelor didactice pentru învățământul preuniversitar în domeniile biologiei, chimiei și geografiei; specialiști practicieni pentru domeniile ecologiei, tennologiilor agricole și agronomiei. 
În anul 2004 de Ziua mondială a Terrei, studenții facultații Științe ale Naturii și Agroecologie, împreună cu academicienii Gheorghe Duca, T. Furdui, A. Cibotari, N. Filip, B. Boincean, au realizat inaugurarea Grădinii Botanice în orașul Bălți. În 2008 decanul facultății a devenit Stanislav Stadnic, doctor în agricultură, conferențiar universitar. 

La dispoziția tinerilor stau câmpurile experimentale ale Institutului de Cercetare pentru Culturile de Câmp „Selecția”. Activitatea științifică a studenților se efectuează în cadrul cercurilor „Naturaliștii” și „Agroecolog”- cercetările cărora derivă din tematica de cercetare a fiecărui cadru didactic. În baza cercetărilor efectuate, studenții apar cu prezentări științifice la conferințe științifice din cadrul universității și a facultății. În 2011 a avut loc reorganizarea facultății și comasarea celor două catedre în Catedra de Științe ale naturii și Agroecologie.
La facultate activează 21 de cadre didactice, inclusiv 2 doctori habilitați, conferențiari/profesori universitari, 9 doctori, conferențiari/ lectori superiori, 9 lectori/asistenți universitari.

## Administrație
Decan: lector sup. univ., dr. Stanislav Stadnic

Secretar științific: conf., dr.hab. Vasile Șaragov

Metodist: master Irina Postolachi

Secretar: Lilia Enachii

### Profesori
Catedra Științe ale Naturii și Agroecologie:
- Șef catedră: prof. univ., dr. habilitat Boris Boincean
- Șef-adjunct: Vasile Șaragov, dr.hab., conf.univ.
- Vasile Buzdugan, dr. conf. univ.
- Ana Coicenu, drd., lector univ.
- Veaceslav Pulbere, dr. conf. univ.
- Gheorghe Plămădeală, dr. conf. univ.
- Victor Capcelea,  asistent univ.
- Zinaida Dolință, asistent univ.
- Ina Nazaria, asistent univ.
- Marina Cordun, asistent univ.
- Alina Pânzaru, asistent univ.
- Alina Tăbîrță, asistent univ.
- Stanislav Stadnic, dr., lector superior  univ.
- Livia Eșanu, master în ecologie, asistent univ.
- Ion Boaghii, dr., conf. cercet.
- Petru Hropotinschi, dr., conf. cercet.
- Valerii Vozian, dr., lector superior  univ.

## Specialități
Ciclu I:
- Agronomie
- Ecologie
- Geografie și biologie
- Biologie și chimie

Ciclul II:
- Didactica biologiei
- Didactica chimiei
- Ecologie agricolă

Ciclul III (doctorat):
- Chimie fizică
- Agroecologie și agrotehnică în parteneriat cu ICCC „Selecția”.